# Apochela
Apochela, red životinja (Schuster, Nelson, Grigarick and Christenberry, 1980) iz razreda Eutardigrada, koljeno Tardigrada. Čini je samo jedna porodica, Milnesiidae, s rodovima Limmenius (vrsta Limmenius porcellus), Milnesioides (vrsta Milnesioides exsertum) i Milnesium s 13 vrsta.
Za neke od pripadnika koljena Tardigrada, ustanovljeno je ispitivanjima da su sposobne preživjeti u svemiru.